# Judo na Igrzyskach Panamerykańskich 1991
Zawody Judo na Igrzyskach Panamerykańskich 1991, odbywały się w dniach 8-11 sierpnia w Hawanie. W tabeli medalowej tryumfowali zapaśnicy z Kuby.

## Klasyfikacja medalowa
Gospodarz zawodów został zaznaczony kolorem.
| Miejsce | Państwo           |    |    |    | Razem |
| ------- | ----------------- | -- | -- | -- | ----- |
| 1       | Kuba              | 11 | 1  | 5  | 17    |
| 2       | Stany Zjednoczone | 3  | 6  | 6  | 15    |
| 3       | Brazylia          | 1  | 2  | 7  | 10    |
| 4       | Argentyna         | 1  | 2  | 4  | 7     |
| 5       | Portoryko         | 1  | 2  | 2  | 5     |
| 6       | Meksyk            | 1  | 0  | 0  | 0     |
| 7       | Kanada            | 0  | 2  | 4  | 6     |
| 8       | Dominikana        | 0  | 2  | 1  | 3     |
| 9       | Ekwador           | 0  | 1  | 0  | 1     |
| 10      | Wenezuela         | 0  | 0  | 6  | 6     |
| 11      | Haiti             | 0  | 0  | 1  | 1     |
| Razem   | Razem             | 18 | 18 | 36 | 72    |

## Medaliści

### Mężczyźni
| Konkurencja: | Złoto:            | Srebro:              | Brąz:                            |
| −56 kg       | Luis Martínez     | Clifton Sunada       | Sumio Tsujimoto Willis García    |
| −60 kg       | Shigueto Yamasaki | Ewan Beaton          | Israel Hernández Edward Liddie   |
| −65 kg       | Francisco Morales | Jean Pierre Cantin   | Pablo Hernández Jimmy Pedro      |
| −71 kg       | Mario González    | Sérgio Oliveira      | Dan Hatano Ismael Borbona        |
| −78 kg       | Jason Morris      | Armando Maldonado    | Gastón García Renato Dagnino     |
| −86 kg       | Joseph Wanag      | José Veras           | Andrés Franco Hermate Souffrant  |
| −95 kg       | Belarmino Salgado | Leo White            | Jorge Aguirre Charles Griffith   |
| ponad 95 kg  | Frank Moreno      | Orlando Baccino      | James Bacon Frederico Flexa      |
| Open         | Jorge Fiz         | Christophe Leininger | Orlando Baccino Charles Griffith |

### Kobiety
| Konkurencja: | Złoto:           | Srebro:              | Brąz:                              |
| −45 kg       | Mabel Fonseca    | Cathy Lee            | Cristina Souza María Villapol      |
| −48 kg       | Legna Verdecia   | Valerie Gotay        | Monica Angelucci Brigitte Lastrade |
| −52 kg       | Maritza Pérez    | Patricia Bevilacqua  | Carolina Mariani Lisa Boscarino    |
| −56 kg       | Kate Donahoo     | Altagracia Contreras | Kenia Rodríguez Maniliz Segarra    |
| −61 kg       | Ileana Beltrán   | Lynn Roethke         | Eleucadia Vargas Xiomara Griffith  |
| −66 kg       | Odalis Revé      | Laura Martinel       | Francis Gómez Liliko Ogasawara     |
| −72 kg       | Niurka Moreno    | María Cangá          | Tammy Hensley Alison Webb          |
| ponad 72 kg  | Estela Rodríguez | Nilmarí Santini      | Edilene Andrade Jane Patterson     |
| Open         | Estela Rodríguez | Nilmarí Santini      | Soraia André Jane Patterson        |